# Košická Polianka
Košická Polianka (in ungherese Lengyelfalva) è un comune della Slovacchia facente parte del distretto di Košice-okolie, nella regione di Košice.